# Almada AC
Der Almada Atlético Clube ist ein portugiesischer Fußballverein aus der in der Metropolregion Lissabon gelegenen Stadt Almada.

## Geschichte
Der Almada AC gründete sich am  20. Juli 1944 und spielte bereits kurze Zeit später in der seinerzeit zweitklassigen Segunda Divisão. Zuletzt hielt sich die Mannschaft dort in den 1960er und 1970er Jahren längerfristig, wobei sie zwischen 1968 und 1972 in der dritthöchsten Spielklasse auflief. Nach dem erneuten Abstieg 1978 verabschiedete sie sich vom höherklassigen portugiesischen Fußball und spielte lange Zeit nur noch auf regionaler Ebene, vereinzelt gelang die Rückkehr in die dritt- und später viertklassige Terceira Divisão.

## Persönlichkeiten
- António Simões (* 1943), Jugendspieler bei Almada AC, später aktiv u. a. bei Benfica Lissabon sowie verschiedenen Franchises in der North American Soccer League, 46 Länderspiele und drei Länderspieltore für Portugal (WM-Teilnehmer 1966), national und international tätiger Trainer
- João Galo (* 1961), Jugendspieler bei Almada AC, später aktiv u. a. bei Atlético CP und Belenenses Lissabon, ein Länderspiel für Portugal
- Oceano Cruz (* 1962), Jugendspieler bei Almada AC, später aktiv u. a. bei Sporting Lissabon, Real Sociedad San Sebastián und FC Toulouse, 54 Länderspiele und acht Länderspieltore für Portugal, national und international tätiger Trainer
- Cafú (* 1977), Jugendspieler bei Almada AC, später aktiv u. a. bei Belenenses Lissabon, Boavista Porto und dem SC Freiburg, 15 Länderspiele und fünf Länderspieltore für Kap Verde
- Arnaldo Edi Lopes da Silva, genannt Edinho, (* 1982), Jugendspieler bei Almada AC, später aktiv u. a. bei FC Málaga, AEK Athen, Académica de Coimbra und Vitória Setúbal, sechs Länderspiele und drei Länderspieltore für Portugal